# Пригоди барона Мюнхгаузена (фільм, 1988)
«Пригоди барона Мюнхгаузена» (англ. The Adventures of Baron Munchausen) — пригодницький фантастичний фільм 1988 року за мотивам однойменної книги Еріха Распе та Готфріда Августа Бюргера, за сценарієм Террі Гілліама.
Через зміну керівництва фільм став касовим провалом. Однак у 1990 році він здобув чотири номінації на Оскар: за художнє оформлення, костюми, грим та візуальні ефекти.

## Сюжет
Європейське місто епохи Просвітництва перебуває в облозі турків. У напівзруйнованому театрі для жителів відбувається вистава про пригоди барона Мюнхгаузена. Проте вистава проходить не за планом, чим актор Генрі Солт, який грає Мюнхгаузена (і він же керівник акторської трупи) роздратований. Серед глядачів виявляється справжній старий барон Мюнхгаузен, він вискакує на сцену та критикує виставу за те, що його справжні пригоди були зовсім інші. Він заявляє, що турецький султан напав на місто через нього та розповідає як це було.
Кілька десятків років тому Мюнхгаузен гостював у турецького султана. Коли той пригостив його своїм найкращим вином, між ними виникла суперечка: барон сказав, що у Відні є ще краще вино, тоді як пихатий султан не повірив йому. Вони уклали парі: якщо Мюнхгаузен за годину доставить з Відня вино, то султан віддасть стільки скарбів, скільки може підняти людина; якщо ж ні — Мюнхгаузену відрубають голову. Барон відправив за вином скорохода Бартольда, а тим часом султан став набридати Мюнхгаузену розігруванням своєї увертюри з чорним гумором. Побачивши, що Бартольд запізнюється, Мюнхгазен звернувся за допомогою до своїх інших дивовижних товаришів. Карлик Густав почув за 800 миль, що Бартольд заснув під деревом. Стрілець Адольф вистрілив у дерево, Бартольд прокинувся та повернувся в палац, коли кат вже опускав сокиру на шию барона. Дотримавшись слова, султан дозволив забрати частину скарбів, але силач Альбрехт виніс їх усі. Коли розгніваний султан послав навздогін військо, Густав відкинув його подихом. Відтоді султан прагне помститися і шукає Мюнхгаузена та свої скарби.
Тим часом турки посилюють обстріл з гармат, тож люди тікають з театру. Мюнхгаузену ніхто не вірить, крім дочки Солта — Саллі. Від пострілів декорації падають і за бароном прилітає Смерть. Проте Саллі відлякує її, кинувши свічник. Врятований Мюнхгаузен каже дівчинці, що втомився жити в світі, де більше не вірять в чудеса. Саллі наполягає аби він розповів що сталося після втечі від султана. Розповідь однак перериває атака турків.
Мюнхгаузен з Саллі виходять на міський мур, де барон заряджає гармату. Випадково вона вистрілює, забравши барона з ядром. У польоті його ледве не наздоганяє Смерть, що летіла в турецький табір. Ядро влучає в пороховий склад, а Мюнхгаузен хапається за інше, що летіло в протилежний бік, і так повертається на мур. Саллі запевняє акторів, що барон — герой, який врятує місто. Генрі не вірить у це, але решта акторів хапаються за цю надію. Мюнхгаузен обіцяє розшукати своїх товаришів, для чого створює з панталонів повітряну кулю. Мер міста Гораціо Джексон наказує солдатам схопити його як дезертира, але барон встигає злетіти. В польоті виявляється, що Саллі схопилася за кулю. Вони потрапляють у бурю, гондола кулі падає в море, де хвиля підкидає її в небо, до Місяця.
Барон з дівчинкою дістаються до палацу короля Місяця. Проте він не радий гостям, бо збожеволів і вважає себе королем Всесвіту, зайнятим безліччю справ. Дружина короля повертає його летючу голову до тіла, чим отямлює. Але тепер король ревнує до Мюнхгаузена й кидає його з Саллі в клітку. Там же виявляється і Бартольд. Королева визволяє всіх трьох і ховає в своїй зачісці. Король кидається навздогін, осідлавши триголового птаха. Тоді герої біжать в різні боки і птах розривається на три частини. Вони в'яжуть з пасма волосся королеви мотузку, та вона рветься і герої падають на Землю.
Вони опиняються в кузні бога Вулкана, де саме триває страйк гігантів-ковалів через затримку зарплати. Вулкан приймає гостей, в його прислузі виявляється Альбрехт. Дружина Вулкана, богиня Венера, запрошує Мюнхгаузена на танець. Приревнувавши, Вулкан викидає барона і його товаришів з Саллі у вир. Потік води виносить їх у море з іншого боку планети. Та незабаром їх проковтує величезна рибина.
У череві рибини виявляється безліч кораблів, на одному з яких виживають пірати. Серед них є і Бартольд з Адольфом. Зневірившись в можливості вибратися звідти, Мюнхгаузен приєднується до гри в карти, де його знову ледь не забирає Смерть. На кораблі виявляється кінь Мюнхгаузена, Буцефал, поява котрого надихає барона не здаватися. З допомогою тютюну Мюнхгаузен змушує рибину чхнути. Героїв викидає в море поблизу міста. Барон ледве не тоне, проте витягує себе з води за волосся.
Мюнхгаузен закликає товаришів напасти на табір турків, але всі вони вже надто старі. Тоді барон вирушає туди сам, коли Гораціо абсурдними аргументами переконує султана здатися, попри його очевидну перевагу. Султан погоджується відступити, якщо Мюнхгаузен помре. Той вирішує добровільно дозволити щоб йому відрубали голову. Коли кат вже замахується сокирою, її ламає постріл Адольфа. Мюнхгаузен осідлує Буцефала й виступає проти армії турків. Густав розкидає військо подихом, а Саллі придумає закинути в табір мишу, щоб злякати бойових слонів. Альбрехт витягує з моря кораблі й пожбурює їх у ворожу армію. Турецький стрілець стріляє в Мюнхгазена, та Бартольд наздоганяє кулю й відбиває її.
У звільненому місті на честь Мюнхгаузена влаштовують парад. Однак Гораціо, що хотів забрати всю славу собі, стріляє в нього, смертельно поранивши. Коли Мюнхгаузена з почестями ховають, виявляється, що все це була історія, котру барон розповідав зі сцени. Гораціо заявляє, що його треба арештувати за поширення чуток, які підривають здоровий глузд. Але натовп не слухає його, барон веде народ до міської брами. Відчинивши її, всі бачать, що турецький табір розгромлений. Мюнхгаузен прощається з містянами та їде в своїх справах. Він зникає в далині, тож лишається неясним чи була його історія правдива та чи й був взагалі Мюнхгаузен.

## У ролях
- Джон Невілл — Барон Мюнхгаузен
- Ерік Айдл — Бартольд / актор Дезмонд
- Чарльз Маккеоун — Адольф / актор Руперт
- Вінстон Денніс — Альбрехт / актор Білл
- Джек Первіс — Густав / актор Джеремі
- Білл Патерсон — Генрі Солт
- Сара Поллі — Саллі Солт, дочка Генрі
- Пітер Джеффрі — турецький султан
- Олівер Рід — Вулкан
- Ума Турман — Венера / актриса Роза
- Робін Вільямс (у титрах вказаний під псевдонімом Рей Д. Тутто) — Король Місяця
- Валентина Кортезе — Королева Місяця / актриса Вайолет
- Елісон Стедман — Дейзі
- Джонатан Прайс — міський голова Гораціо Джексон
- Дон Гендерсон — командувач військ
- Рей Купер — урядовець
- Стінг — героїчний офіцер
- Хозе Ліфанте — Смерть
- Террі Гілліам — дратівливий співак